# Jekaterina Alexandrowna Gamowa
Jekaterina Alexandrowna Gamowa (russisch Екатерина Александровна Гамова; * 17. Oktober 1980 in Tscheljabinsk, Sowjetunion) ist eine ehemalige russische Volleyballspielerin.
Sie war Mitglied der russischen Nationalmannschaft. Mit dieser holte sie bei den Olympischen Sommerspielen 2000 in Sydney und 2004 in Athen jeweils Silber, sowie bei den Weltmeisterschaften  2006 und  2010 in Japan den Titel. Bei einer Körpergröße von 2,02 m zählt sie zu den größten Sportlerinnen der Welt. Sie hat Schuhgröße 49 und wiegt 80 kg.

## Karriere
Jekaterina Gamowa begann im Alter von acht Jahren zunächst im Heimatclub Tscheljabinsk Volleyball zu spielen. Ihre erste Trainerin war ihre Tante Ljubow Gamowa. Der Beitritt in den Verein Metar ermöglichte es ihr im Alter von 14 Jahren erstmals durch Volleyball Geld zu verdienen. 1998 wurde sie Mitglied  der Uralotschka, unter dem Trainer Nikolai Karpol, weswegen sie nach Jekaterinburg zog. Mit ihrem Debüt in der russischen Volleyball-Nationalmannschaft im Jahre 1999 stellten sich für Jekaterina auf internationaler Ebene erste Erfolge ein. Noch im selben Jahr gewannen die russischen Frauen die Europameisterschaft, sowie den Grand Prix und holten Silber im Weltcup.
Im Jahr 2000 erwarben sie Silber im Grand Prix, sowie bei den Olympischen Spielen in Sydney. Silber konnten sie im darauffolgenden Jahr ebenfalls bei den Europameisterschaften, sowie im Weltcup verbuchen. Außerdem erlangten sie im gleichen Jahr Bronze im Grand Prix. Aus der Weltmeisterschaft des Jahres 2002 nahm die russische Volleyball Nationalmannschaft Bronze und aus dem Grand Prix Gold mit. Weitere Erfolge erzielten sie mit einer Silbermedaille bei den Olympischen Spielen 2004 in Athen. Den Weltmeistertitel konnten die russischen Frauen 2006 nach 16 Jahren wieder ihr Eigen nennen. Nachdem Jekaterina der Uralotschka mehrere Jahre gewidmet hatte, wechselte sie 2004 zum VK Dynamo Moskau, in dessen Mannschaft, trainiert von Leonid Nikolajewitsch Zaiko, sie die Aufgabe des Kapitäns erfüllte. Zur Saison 2009/10 wechselte sie zum türkischen Spitzenverein Fenerbahçe Istanbul und gewann mit diesem den türkischen Meistertitel. Zudem erreichte sie mit Fenerbahçe das Finale der Volleyball Champions League, in dem sie mit ihrem Team Volley Bergamo mit 2:3 unterlag. Von 2010 bis 2016 spielte Gamowa wieder in Russland bei VK Dynamo Kasan, mit dem sie fünfmal in Folge russischer Meister wurde sowie zweimal den Pokal gewann.

## Privates
Jekaterina wuchs in einem reinen Frauenhaushalt auf. Da ihr Vater die Familie in frühen Jahren verließ, wurde Jekaterina von ihrer Mutter, Tante und Großmutter großgezogen. Da sie letztlich auch ihre Mutter verlor, ist ihr Freundeskreis für sie zur Familie geworden. Von den Volleyballkameradinnen gehören zu ihren engsten Freundinnen Anastasia Belikowa und Tanja Gorschkova.
Früh fiel auf, dass sie unter Gleichaltrigen die Größte war. Heute zählt sie zu den größten Sportlerinnen der Welt. Mit 19 Jahren lernte sie ihren Langzeitfreund in ihrem Heimatort Tscheljabinsk kennen, mit dem sie momentan in Moskau zusammenlebt. Nach ihrer Volleyballkarriere will Jekaterina im Journalismusbereich tätig werden. Im Jahre 2006 hat sie das Studium aufgenommen.
Nach den Olympischen Spielen in London 2012 heiratete sie den russischen Kameramann und Produzenten Michail Mukasei.

## Auszeichnungen
- 2000 best blocker (gp)
- 2001 best scorer (wgcc)
- 2001 best blocker (wgcc)
- 2003 best scorer (gp)
- 2004 best blocker (og)
- 2004 best scorer (og)
- 2004 best player of Europe
- 2007 Champions League best server
- 2007 best scorer (ec)
- 2008 best Scorer der Champions League
- 2010 best Scorer der Champions League

- 2001, 2006 Medaille des Verdienstordens für das Vaterland, II. und I. Stufe